# Rhamdia reddelli
Rhamdia reddelli é uma espécie de peixe da família Pimelodidae.
É endémica do México.